# (1150) Achaia
(1150) Achaia es el asteroide número 1150 situado en el cinturón principal. Fue descubierto por el astrónomo Karl Wilhelm Reinmuth  desde el observatorio de Heidelberg, el 2 de septiembre de 1929. Su designación alternativa es 1929 RB. Está nombrado por la Acaya, un región de la antigua Grecia.
Achaia forma parte de la familia asteroidal de Flora.